# Johanna Lucretia
Le Johanna Lucretia est un deux-mâts goélette à hunier britannique servant de bateau de plaisance pour la Johanna Lucretia Sailing Trust. 

## Histoire
Ce navire a été construit en 1945 au chantier naval Rhoos de Gand en Belgique comme bateau de pêche. Il n'a jamais servi comme tel et a été reconverti à la plaisance dès 1954. Il a d'abord navigué sous pavillon néerlandais jusqu'en 1989 à partir de son port d'attache de Enkhuizen.
Il est vendu et transféré au port de Plymouth au Royaume-Uni. Il subit un réaménagement en 1991-1992 dans un chantier de Gloucester et navigue jusqu'en 2001, sur Gibraltar, les Caraïbes et la côte Est des États-Unis. Puis il est revendu à la Cutlass Classic Charters Ldt. Saisi par la British Waterways pour non-paiement de ses cotisations, il est racheté et subit de nouvelles transformations.

## Filmographie

### Cinéma
Le Johanna Lucretia a joué en 1979 dans Le Mystère des Sables ainsi qu'en 2006 dans Amazing Grace.

## Compétition
Il a été vainqueur de la Tall Ships' Races de 2012 en classe B. 
Il participe à la Mediterranean Tall Ships Regatta 2013 et est présent à la Toulon Voiles de Légende. Il a participé à la Tall Ships Races 2013 en mer Baltique.